# Mitsubishi Ki-51
Ki-51 — одномоторный свободнонесущий моноплан цельнометаллической конструкции.
Разработан группой инженеров: Кавано, Оки, Мицуно. Первый полёт прототипа состоялся в июне 1939 года.
Принят на вооружение армии в 1939 года под наименованием штурмовик армейский тип 99.
Кодовое имя союзников — «Соня» («Sonia»).

## История
К началу боев в Юге-Восточной Азии костяк ударных групп японской армейской авиации составлял легкий одномоторный бомбардировщик Ki-30. Этот самолет действовал успешно во время боев в Китае до тех пор, пока господство в воздухе оставалось за японцами. Но с появлением в зоне боевых действий современных американских истребителей японское господство в воздухе было утеряно.
Учитывая опыт боев в Китае, было предложено изменить концепцию вооружения армии легкими  бомбардировщиками на легкие штурмовики. Инициатором выступил один из ведущих пилотов армии, он же совместно с техническим отделом ВВС Императорской армии подготовил спецификацию на новый штурмовик, призванный заменить легкий бомбардировщик Ki-30.
Техническое задание, выданное фирме "Mitsubishi", предполагало создать штурмовик качественно нового уровня, маневренный, скоростной и обладающий высокой живучестью. В спецификации указывалось, что максимальная скорость должна быть 420 км/ч на высоте 2000 м, взлетный вес не превышать 2700 кг. Был определен состав бомбового и оборонительного вооружения. Экипаж два человека.
При проектировании нового самолета инженеры Mitsubishi взяли за основу конструкцию Ki-30, подвергнув ее значительной переработке, но сохранив достоинства предшественника - хорошую скорость и маневренность. Новый самолет в отличие от  базовой модели стал низкопланом, небольшая бомбовая нагрузка позволила отказаться от бомбоотсека, а бомбы разместить на внешних узлах навески. Геометрические размеры самолета были уменьшены, что положительно сказалось на взлетном весе. Была сокращена длина кабины, что обеспечило более тесное взаимодействие экипажа. В результате в японской армейской авиации появился новый класс самолета, получивший обозначение " Армейский штурмовик-разведчик Тип 99" или Ki-51.
Летом 1939 года было изготовлено два опытных экземпляра, которые успешно прошли испытания. Одиннадцать самолетов установочной партии, для эксплуатационных испытаний, заказанные штабом армейской авиации были собраны до конца 1939 года. В конце 1939 года Ki-51 был принят на вооружение японской армейской авиации. И с января 1940 года на авиационном заводе Mitsubishi было запущено серийное производство, позднее в 1941 году запустили еще одну сборочную линию в арсенале ВМФ в Tachikawa всего было собрано 2385 экземпляров.

## Боевое применение
Штурмовик Ki-51, получивший у союзников кодовое обозначение "Sonya" применялся в боевых действиях в Китае, а после начала войны на Тихом океане использовался на Филиппинах, на Яве, на Новой Гвинее и Новой Британии. Из-за труднопроходимых джунглей, над которыми приходилось работать японским штурмовикам, основными целями были артиллерийские и минометные расчеты, пехота и транспортные колонны союзников. Самолет обладал отличной живучестью и был популярен среди экипажей и наземных частей. В конце войны штурмовики использовались отрядами специальных атак - камикадзе. Самолет сняли с производства в июле 1945 года, на вооружении он состоял до момента капитуляции Японии.

## Лётно-технические характеристики
- Модификация   Ki-51

Размах крыла, м   12.10
Длина, м   9.21
Высота, м   2.73
Площадь крыла, м2   24.02
Масса, кг   
   пустого самолета   1873
   нормальная взлетная   2798
   максимальная взлетная   2920
Тип двигателя   1 ПД Mitsubishi Ha-26-II (Армейский тип 99 модель 2)
Мощность, л.с.   1 х 940
Максимальная скорость , км/ч: 424
Крейсерская скорость , км/ч: 320
Практическая дальность, км: 1060
Максимальная скороподъемность, м/мин: 505
Практический потолок, м   8270
Экипаж: два человек (пилот и бортстрелок)
Вооружение:   два крыльевых 7,7-мм пулемета тип 89 и один 7,7-мм  Те-4 на подвижной установке в конце кабины; 
   нормальная бомбовая нагрузка - 200 кг, максимальная - 250 кг.
http://www.airwar.ru/enc/aww2/ki51.html